# Lycium minutifolium
Lycium minutifolium ist eine Pflanzenart aus der Gattung der Bocksdorne (Lycium) in der Familie der Nachtschattengewächse (Solanaceae).

## Beschreibung
Lycium minutifolium ist ein aufrecht wachsender Strauch, der Wuchshöhen von 1 bis 2 m erreicht. Seine Laubblätter sind behaart, 0,8 bis 2 mm lang und 0,7 bis 1,5 mm breit.
Die Blüten sind zwittrig und vierzählig. Der Kelch ist becherförmig und unbehaart bis fein flaumhaarig behaart. Die Kelchröhre ist 1,5 bis 2,5 mm lang und mit 0,5 bis 1 mm langen Kelchzipfeln besetzt. Die Krone ist röhrenförmig und weiß bis gelb-grün gefärbt. Die Kronröhre ist 10 bis 13 mm lang, die Kronlappen 1 bis 2 mm. Die Staubfäden sind an der Basis im unteren Bereich auf 2 bis 4 mm filzig behaart.
Die Frucht ist eine schwarze, kugelförmige Beere mit einer Länge von 5 mm und einer Breite von 4 mm. Je Fruchtblatt werden drei bis vier Samen gebildet.
Die Chromosomenzahl beträgt 2n = 24.

## Vorkommen
Die Art ist in Südamerika verbreitet und kommt dort in Chile in den Provinzen Atacama und Coquimbo vor.

## Systematik
Innerhalb der Bocksdorne (Lycium) wird die Art nach phylogenetischen Untersuchungen in eine Klade mit anderen argentinischen und chilenischen Arten der Gattung gruppiert. Diese Arten sind jedoch näher mit einer Klade mit altweltlichen Arten verwandt als zu einer großen Klade mit anderen Arten vom amerikanischen Kontinent. Zu den nahe verwandten argentinischen und chilenischen Arten gehören Lycium ameghinoi, Lycium chanar, Lycium fuscum und Lycium stenophyllum.